# Jimmy Cayne
Pour les articles homonymes, voir Cayne.
James E. Cayne, dit Jimmy Cayne (né 14 février 1934 à Evanston (Illinois) et mort le 28 décembre 2021 à Long Branch (New Jersey),), est un homme d'affaires américain, ex-milliardaire déchu, dont la carrière et la vie personnelle mélangent au plus haut point le jeu de bridge et la haute finance.
Il a été PDG de Bear Stearns. En 2006, il est devenu « le premier chef de Wall Street à posséder une entreprise valant plus de 1 milliard de dollars ». Cependant, James Cayne a perdu plus de celle-ci en valeur boursière lors du krach boursier de 2007 à 2008 et cédé la totalité de sa participation dans la société pour 61 millions de dollars. CNBC a nommé Cayne comme l'un des « pires PDG américains de tous les temps ».

## Biographie

### Enfance et début de carrière
Fils d'un avocat spécialisé en propriété industrielle, Jimmy Cayne fait ses études secondaires dans l'Illinois, puis entre à l'Université Purdue qu'il quitte sans diplôme. Après un séjour dans l'armée américaine, il se met à jouer au bridge à temps plein à Manhattan à partir de 1964. Le grand champion George Rapée (en) l'introduit au Cavendish Club où des joueurs professionnels jouent avec des hommes d'affaires. Il est alors recruté en 1969 par un autre grand bridgeur, Alan C. Greenberg, à Bear Stearns comme opérateur de marché, mais il continue à jouer tous les jours après le travail. 
Ses relations au bridge lui permettent de développer efficacement ses opérations de trading. Jimmy Cayne, divorcé d'un premier mariage, se remarie en 1971 avec Patricia Denner, docteur en psychologie, rencontrée dans un club de bridge. Ils auront une fille, Allison, épouse de Jack Schneider, gestionnaire de fonds risqués.
Alan Greenberg le fait grimper dans la hiérarchie de Bear Stearns : Jimmy Cayne devient directeur général en 1985 et président en 2001. En 2005, il est classé par Forbes comme 384e fortune américaine avec 900 millions de dollars.

### La chute
Le krach boursier de 2007 affecte fortement la banque Bear Sterns. La banque est en faillite en 2008, mais Jimmy Cayne est malade de la prostate et immobilisé à l'hopital. Ses détracteurs lui reprochent d'avoir continué à jouer dans un tournoi de bridge à Detroit plutôt que de s'occuper de sauver son entreprise. 
La banque sera finalement reprise par JPMorgan Chase pour un prix de 10 $ l'action (contre 143 $ peu avant), ce qui permettra à Jimmy Cayne de vendre son paquet d'actions pour 61 millions de dollars.

### Le bridge après 2008
À partir de 2008, Jimmy Cayne se retire des affaires et poursuit ses occupations de bridge. Il sponsorise des équipes, composées notamment d'anciens champions italiens comme Benito Garozzo (en). Il lui a été reproché en 2015 d'avoir incorporé dans son équipe la paire de champions israéliens Fisher - Schwartz qui étaient des tricheurs. Dès que Cayne a eu la preuve de la triche, il les a éjectés de son équipe.
Jimmy Cayne est un joueur très assidu sur le site web de bridge Bridge Base On line (BBO).